# Domingo Rufino Cáceres
Domingo Rufino Cáceres Olivera (Salto, 7 de septiembre de 1959) es un exfutbolista y entrenador uruguayo. Conocido como el «Bomba» Cáceres, jugaba como defensa central. Con Peñarol fue campeón de la Copa Libertadores 1982 y de la Copa Intercontinental 1982 y obtuvo los campeonatos uruguayos de 1979, 1981 y 1982.

## Biografía
Nació en 1959 en el barrio Independencia de la ciudad de Salto. Se inició en el baby fútbol en Estudiantil. Con 13 años pasó a Los Naufragos y con 14 jugó en la cuarta, tercera y reserva de Hindú de Salto, donde salió campeón con la tercera. En 1977 jugó en la primera de Hindú e integró la selección juvenil de Salto.
En 1978 Néstor Gonçalves lo llevó a Peñarol, donde jugó diez partidos y fue campeón de cuarta división. A los cuatro meses de llegar al club fue convocado para la selección juvenil uruguaya, con la que ganó el Campeonato Sudamericano Sub-20 de 1979 disputado en Montevideo y alcanzó el tercer lugar en Copa Mundial de Fútbol Juvenil de 1979 en Japón. También integró la selección mayor que disputó la Copa América 1979.
Con Peñarol obtuvo los campeonatos uruguayos de 1979, 1981 y 1982, la Liguilla Pre-Libertadores de América en 1978 y 1979, el Torneo Ámsterdam y Colombes en 1979 y 1980, la Copa Libertadores 1982 y la Copa Intercontinental 1982, aunque no pudo disputar esta última copa por estar lesionado.
En 1984 pasó a Emelec de Ecuador y después a Huracán de Argentina donde disputó tres partidos del Campeonato de Primera División 1985-86. Su siguiente equipo fue Oriental de La Paz de la Segunda División Profesional de Uruguay.
Volvió a Argentina para jugar en Deportivo Morón y en Deportivo Mandiyú de Corrientes, equipo con el que en 1988 logró el ascenso a Primera División.
En 1989 fue campeón de la Segunda División Profesional de Uruguay con Racing Club de Montevideo, que logró el ascenso a Primera División. El equipo, dirigido por Juan Martín Mugica, también estaba integrado por Venancio Ramos, Alberto Bica, Rafael Villazán, Diego Seoane, Héctor Tuja, entre otros jugadores de trayectoria.
Regresó a Argentina para jugar en Nueva Chicago (en Primera B Nacional), en Boca Unidos de Corrientes, con el que en 1991 fue campeón de la Liga Correntina de Fútbol, y en Atlético Tucumán (en Primera B Nacional), equipo en el que se retiró en 1992.
Como entrenador, entre otros clubes, dirigió a la tercera división de Peñarol, a Sud América, al Club Sportivo las Heras de Concordia (Entre Ríos, Argentina) en 2012, al Atlético Vega Real (República Dominicana) y al Colón Fútbol Club. Fue asistente técnico en Juventud de Las Piedras en 2007, cuando el club logró ascender a Primera División, y de Julio Ribas en Bella Vista en 2013 y en el Fútbol Club Cartagena (España).
Es padre del futbolista Pablo Cáceres Rodríguez.